# Xgrid
Xgrid è una tecnologia sviluppata da Apple per il sistema operativo macOS. Lo scopo di questa tecnologia è consentire lo sviluppo di applicazioni parallele che distribuiscono le operazioni da eseguire su più macchine collegate da una rete telematica riducendo i tempi necessari all'elaborazione.

## Applicazioni
Xgrid si rivolge a tutte quelle applicazioni che richiedono elevata potenza di calcolo e che utilizzano problemi che possono essere suddivisi senza perdere di prestazioni. Un esempio classico è la grafica tridimensionale, basta assegnare a ogni computer un fotogramma diverso e man mano che vengono completati i fotogrammi vengono inviati a un computer "centrale" che provvede a salvarli su un hard disk.
Per problemi partizionabili si intendono problemi che possono essere scomposti in molti piccoli sotto problemi senza generare un elevato flusso di dati tra i vari sotto problemi. Questo è fondamentale dato che i vari computer sono collegati da una normale rete locale e quindi un elevato flusso di dati tra i vari computer intaserebbe rapidamente la rete locale rendendola il collo di bottiglia del sistema. Xgrid si basa sulla tecnologia Bonjour per identificare e configurare in modo automatico le macchine collegate in rete locale. La tecnologia Xgrid si preoccupa di fornire un'infrastruttura alle applicazioni in modo che gli sviluppatori si debbano preoccupare solo degli algoritmi da programmare e non di come sincronizzare e distribuire il lavoro dato che questa mansione viene eseguita da Xgrid.

## Grid
Xgrid implementa una versione ridotta della tecnologia Grid del CERN. La tecnologia Grid al CERN viene utilizzata per distribuire le elaborazioni dei dati provenienti dall'acceleratore di particelle verso decine di università e centri di ricerca. La tecnologia Xgrid è meno generale della tecnologia Grid dato che questa per esempio include anche il concetto di pagamento, ogni fornitura di una risorsa richiede il pagamento di una certa quantità che poi potrà essere utilizzata dal fornitore per utilizzare risorse o strutture che non dispone direttamente ma che sono accessibili attraverso il Grid. Xgrid è nato per un utilizzo ristretto a un numero limitato di computer e non per creare una rete globale come quella del Grid, e infatti mentre la tecnologia Xgrid è stata rapidamente sviluppata da Apple, la tecnologia Grid è tuttora in sviluppo e molte sue componenti sono embrionali o totalmente assenti.